# Gallkrabben

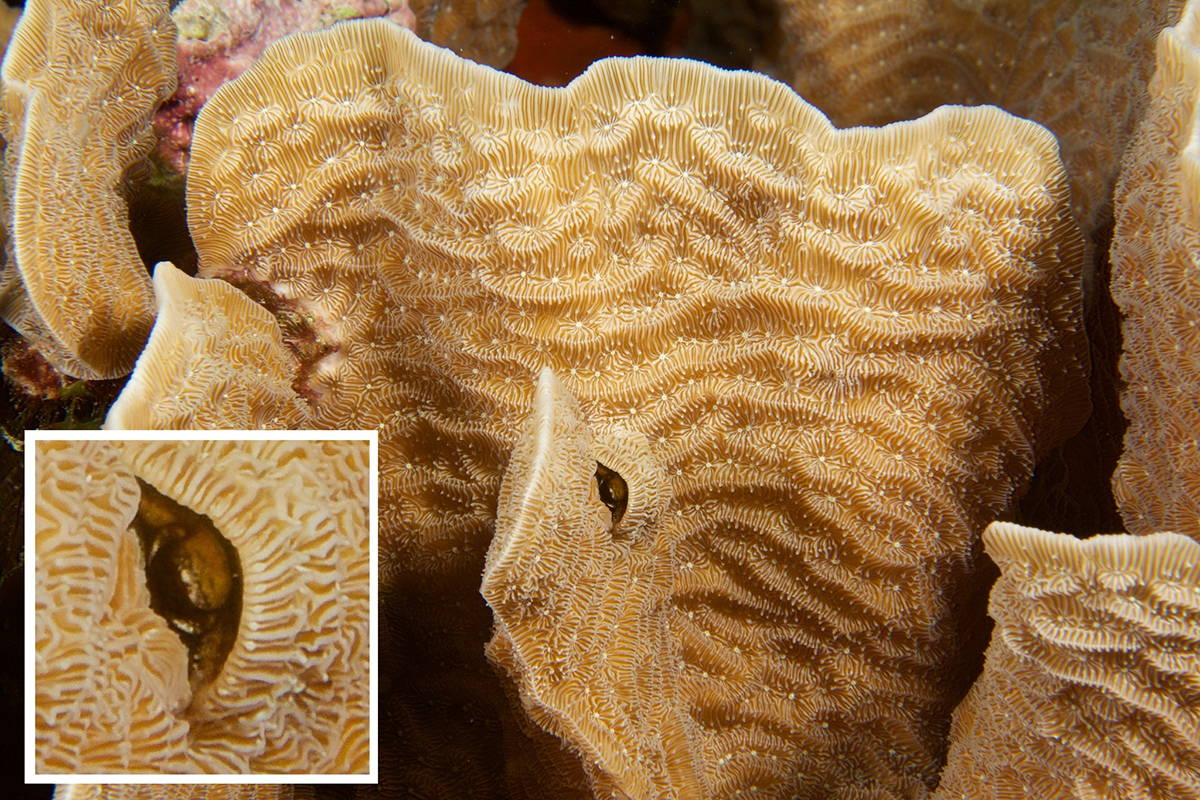
Galle mit Opecarcinus hypostegus in der Steinkoralle Agaricia tenuifolia

Gallkrabben (Cryptochiridae) sind eine Familie der Krabben und einzige Familie innerhalb der Überfamilie Cryptochiroidea. Sie sind obligate Symbionten bei Steinkorallen. Zur Familie gehören derzeit 52 Arten in 21 Gattungen. Die kleinen Krabben (meist kleiner als 5 mm) treten in den subtropischen Regionen des Indopazifiks und Westatlantiks auf.

## Lebensweise
Die meisten Arten leben im Flachwasser, einige Arten bewohnen Tiefseekorallen. Gallkrabben induzieren eine Veränderung der Skelettstruktur der Koralle, sodass von der Koralle eine Grube oder ein kalkhaltiger nahezu abgeschlossener Hohlraum („Galle“) gebildet wird, die den Krabben als Behausung dient. In diesen Gallen bleiben die Weibchen Zeit ihres Lebens „gefangen“ und ernähren sich von Schleim, teilweise auch Geweben der Korallen. Etwa 40 % bis 70 % der Nahrung stammt von den Korallen, da diese aber eine kontinuierliche Schleimproduktion aufweisen, ist der Energieverlust für die Koralle vernachlässigbar. Ob sie dabei eher Parasiten oder Kommensalen sind, ist nicht abschließend geklärt. Es gibt Hinweise, dass Gallkrabben zu Wachstumsstörungen und lokaler Wirtsschädigung führen. Andererseits können sie als Depotfresser sich ansammelnde Partikel in der Galle verzehren oder Algenrasen abernten und somit die Koralle vor der Überwucherung mit Algen schützen.

## Merkmale
Gallkrabben haben einen deutlichen Sexualdimorphismus: Weibchen sind deutlich größer als Männchen. Der Carapax ist verschieden geformt, der vorn-seitliche und hinten-seitliche Rand sind nicht deutlich abgesetzt. Die Stirn ist abgestumpft oder ausgebuchtet und ohne medianen Zahn. Augen und Kopfanhänge setzen in der gleichen Horizontalebene an. Die Augen sind nicht von definierten Augenhöhlen geschützt, sondern freiliegend. Die Unterkante der Augenhöhle ist schwach entwickelt. Die Antennulen liegen nicht in Gruben, ihr Basalglied trägt einen kräftigen Lappen. Die Antennen sind klein und treten nicht in die Augenhöhlenregion ein. Mandibeln haben keine Palpen, ihre Schneidekanten sind ohne Fortsätze. Die erste Maxilla hat ein ungeteiltes Protopodit und Exopodit. Die zweite Maxille ist zu einem fingerförmigen, ungeteilten Protopoditen reduziert. Das dritte Maxilliped ist an seiner Basis durch den vorderen Thoraxlappen geteilt. Sein Ischium (zu den Gliedmaßenabschnitten siehe Spaltbein) ist breit und oft durch einen konvexen Innenlappen gekennzeichnet, sein Merus ist klein und viel schmaler als das Ischium, der Exopodit ist reduziert und ohne Flagellum oder fehlt vollständig.
Das Epistom ist gering entwickelt. Die Mundregion ist groß und nach von gebogen. Die Scherenbeine sind schwach und meist kleiner oder annähernd so groß wie die Schreitbeine. Letztere sind kurz und haben deutlich hakenförmige Finger (Dactyli). An der Basis der letzten beiden Schreitbeine liegen keine Kiemen. Das thorakale Sternum variiert in seiner Breite sehr stark. Die Nähte zwischen den Segmenten 4/5 und 5/6 sind innenseitig stets unterbrochen, die Naht 7/8 meist geschlossen. Das Pleon der Männchen ist bauchwärts umgebogen, aber ohne Arretiermechanismus. Es trägt drei Paare zweiästiger Pleopoden an an den Somiten zwei bis vier, das vierte Pleopodenpaar ist einästig. Das Pleon der Weibchen ist weich und zu einer großen Brutkammer erweitert, die von oben deutlich sichtbar ist.

## Systematik
Die Gallkrabben bilden eine monophyletische, eigenständige Familie innerhalb der Thoracotremata und sind, entgegen früherer Annahmen, nicht mit Quadratkrabben verwandt. Die Familie umfasst folgende Gattungen:
- Cecidocarcinus Kropp & Manning, 1987
- Cryptochirus Heller, 1861
- Dacryomaia Kropp, 1990
- Detocarcinus Kropp & Manning, 1987
- Fizesereneia Takeda & Tamura, 1980
- Fungicola Serene, 1966
- Hapalocarcinus Stimpson, 1859
- Hiroia Takeda & Tamura, 1981
- Kroppcarcinus Badaro, Neves, Castro & Johnsson, 2012
- Lithoscaptus A. Milne-Edwards, 1862
- Luciades Kropp & Manning, 1996
- Neotroglocarcinus Fize & Serene, 1957
- Opecarcinus Kropp & Manning, 1987
- Pelycomaia Kropp, 1990
- Pseudocryptochirus Hiro, 1938
- Pseudohapalocarcinus Fize & Serène, 1956
- Troglocarcinus Verrill, 1908
- Sphenomaia Kropp, 1990
- Utinomiella Kropp & Takeda, 1988
- Xynomaia Kropp, 1990
- Zibrovia Kropp & Manning, 1996